# Ljubljana (contratorpedeiro)
Ljubljana (pronúncia em servo-croata: [/ ˌlu bliˈɑ nə]) foi o terceiro e último contratorpedeiro da classe Beograd construído para a Marinha Real Jugoslava (KM) no final da década de 1930. Foi projetado para operar como parte de uma divisão naval comandada pelo líder da flotilha, o contratorpedeiro Dubrovnik. Ljubljana entrou em serviço em dezembro de 1939, estava armado com uma bateria principal de quatro canhões Škoda de 120 mm (4.7 in) em montagens individuais e tinha uma velocidade máxima de 65 km/h.
Em 1940, Ljubljana encalhou num recife ao largo do porto jugoslavo de Šibenik, onde, muito danificado, foi levado para reparos. A Jugoslávia entrou na Segunda Guerra Mundial quando as potências do Eixo, lideradas pelos alemães, invadiram o país em abril de 1941, e Ljubljana — ainda em reparo — foi capturado pela Marinha Real Italiana. Após a conclusão dos reparos, ele prestou serviço ativo na Marinha Real Italiana sob o nome de Lubiana, principalmente como escolta de comboios marítimos nas rotas entre a Itália e o norte da África. Foi perdido a 1 de abril de 1943, com fontes divergentes sobre se foi afundado por aeronaves britânicas ou encalhado na costa da Tunísia e declarado como perda total.

## Antecedentes
No início dos anos 1930, a Marinha Real Jugoslava (em servo-croata:  Kraljevska mornarica; КМ) buscou o conceito de líder de flotilha, que envolvia a construção de grandes contratorpedeiros semelhantes aos contratorpedeiros da classe V e W da Marinha Real Britânica na Primeira Guerra Mundial. Na Marinha Francesa entre guerras, os líderes da flotilha deveriam operar como meias flotilhas de três navios, ou com um líder de flotilha operando ao lado de vários contratorpedeiros menores. A KM decidiu construir três desses líderes de flotilha — navios que poderiam atingir altas velocidades e teriam longa resistência. A exigência de resistência refletia os planos jugoslavos de enviar os líderes da flotilha para o Mediterrâneo central, onde eles seriam capazes de operar ao lado de navios de guerra franceses e britânicos. Isso resultou na construção do contratorpedeiro Dubrovnik em 1930–1931. Logo após ter sido encomendado, o início da Grande Depressão e as pressões económicas decorrentes fizeram com que apenas um navio da planeada meia flotilha fosse construído.
A equipa diplomática britânica relatou que, embora três grandes contratorpedeiros não tivessem sido construídos, a intenção de que o Dubrovnik pudesse operar com vários contratorpedeiros menores ainda persistia. Em 1934, a KM decidiu adquirir três contratorpedeiros menores para operar numa divisão liderada pelo Dubrovnik, resultando na construção da classe Beograd.

## Descrição e construção
A classe Beograd foi desenvolvida a partir de um projeto francês, e o terceiro e último navio da classe, Ljubljana, foi construído por Jadranska brodogradilišta em Split, na Jugoslávia, sob supervisão francesa. O estaleiro em que foi construído era propriedade conjunta de Yarrow e Chantiers de la Loire. O navio tinha um comprimento total de 98 metros, uma boca de 9,45 m, e um calado normal de 3,18 m. O deslocamento padrão era de 1 210 toneladas e a plena carga 1 655 toneladas. A tripulação do Ljubljana consistia em 145 pessoas, incluindo oficiais e praças.
O navio era movido por um par de turbinas a vapor Parsons acionando duas hélices, usando vapor gerado por três caldeiras tubulares Yarrow. As suas turbinas foram avaliadas em cerca de 32 400 kW, e foi projetado para atingir uma velocidade máxima de 38–39 nós, ou 70–72 km/h, embora ele só tenha conseguido atingir uma velocidade máxima prática de 35 nós, ou 65 km/h em serviço. O navio carregava 120 toneladas de óleo combustível. Embora os dados não estejam disponíveis sobre o navio, o seu navio irmão Beograd tinha um alcance de 1 900 quilómetros, ou 1000 milhas náuticas.
O armamento principal do Ljubljana consistia em quatro canhões L/46 Škoda de 120 mm (4.7 in) em torretas superpostas simples, dois à frente da superestrutura e dois à ré, protegidos por escudos de canhão. O seu armamento secundário consistia em quatro canhões antiaéreos Škoda de 40 mm (1.6 in) em duas montagens gémeas, localizadas em ambos os lados do convés do abrigo de popa. O navio também foi equipado com dois tubos de torpedos triplos de 550 mm (22 in) e duas metralhadoras. O seu sistema de controlo de disparo foi fornecido pela empresa holandesa Hazemeyer, e foi equipado com um holofote. Conforme construído, Ljubljana também poderia transportar 30 minas navais.
Ljubljana viu o batimento da quilha em 1936, foi lançado a 28 de junho de 1938, e foi comissionado na KM em dezembro de 1939.

## Carreira
No dia 24 de janeiro de 1940, Ljubljana colidiu com um recife no porto jugoslavo de Šibenik. Um lado do casco foi rompido e, apesar dos esforços para colocar o navio no porto, ele afundou perto da costa. Alguns tripulantes nadaram em segurança, enquanto outros foram levados a bordo de navios de pesca. Um dos tripulantes morreu e o capitão foi preso enquanto se aguardava por uma investigação. O navio foi posteriormente reflutuado e rebocado para Šibenik para grandes reparos. Em abril de 1941, a Jugoslávia foi invadida pelas potências do Eixo e o Ljubljana foi capturado em Šibenik pela Marinha Real Italiana (em italiano:  Regia Marina) a 17 de abril, onde ele ainda estava a ser reparado. O navio foi rebocado para a Baía de Kotor e depois para Rijeka para reforma e reparo. O seu holofote foi substituído por um único suporte para uma arma de 37 mm (1.5 in), e o seu diretor de ré também foi removido. As armas originais de 40 mm do Liubliana também foram removidas e cinco canhões únicos L/65 Breda Modelo 35 de 20 mm (0.79 in) foram adicionados ao seu armamento. Os seus topos de funil também foram cortados num ângulo mais inclinado.
O navio foi comissionado na Marinha Real Italiana sob o nome de Lubiana em outubro ou novembro de 1942. Ele serviu como navio escolta durante 1942–1943, operando na rota de abastecimento da Tunísia a partir do início de 1943. De 9 de fevereiro a 22 de março de 1943, o Lubiana participou numa série de comboios marítimos de transporte de tropas para os exércitos alemão e italiano no norte da África. A partir de 27 de março, o navio passou então a estar envolvido na escolta de outra série de comboios para a Tunísia. As fontes da história naval variam em relação ao destino exato de Lubiana. De acordo com Roger Chesneau, o contratorpedeiro afundou na costa da Tunísia por aeronaves britânicas a 1 de abril de 1943, mas Maurizio Brescia afirma que o navio encalhou na Península do Cabo Bon, na costa da Tunísia, no mesmo dia e declarou perda total. David K. Brown nota que ele ficou preso devido ao mau tempo por volta das 04h00 do dia 1 de abril, aproximadamente a 1 mi (1.6 km) a leste de Ras El Ahmar ao entrar no Golfo de Tunes, e foi abandonado após ser danificado pelo mar agitado.